# Département Ngourkosso
Das Département Ngourkosso ist ein Département im Südwesten des Tschad. Es liegt im östlichen Teil der Provinz Logone Occidental, die Hauptstadt ist Bénoye. Beim Zensus im Jahr 2009 wurden 157.142 Einwohner gezählt.

## Verwaltungsuntergliederung
Das Département ist in sechs Unterpräfekturen unterteilt:
- Bénoye
- Bebalem
- Bekiri
- Béladja
- Bourou
- Saar Gogne